# Capone (2020)
Capone ist ein US-amerikanisches Filmdrama von Josh Trank über den berüchtigten Chicagoer Mobster Alphonse „Al“ Capone mit Tom Hardy in der Hauptrolle.
Der Film wurde am 12. Mai 2020 in den Vereinigten Staaten und in Kanada per Video-on-Demand veröffentlicht. In Deutschland erschien der Film ab dem 19. März 2021 per VoD bei verschiedenen Streaming-Diensten und ab dem 26. März 2021 auf DVD und Blu-ray Disc.

## Handlung
Der 48-jährige „Fonse“ ist schwerkrank und verbringt seinen Lebensabend mit seiner Familie in einer Villa auf Palm Island in Südflorida unter stiller Beobachtung durch das FBI. Es ist sein letztes Lebensjahr.
Fonse ist ein einstiger Chicagoer Gangster namens Alphonse „Al“ Capone und galt in den Vereinigten Staaten während der 1920er-Jahre als berüchtigtster Gangsterboss. 1931 wegen Steuerhinterziehung verurteilt, wurde er nach einem Jahrzehnt aus der Haft entlassen, da er durch eine nicht ausgeheilte Syphilis-Erkrankung die sich während seiner Inhaftierung zu einer Neurolues entwickelte, an fortgeschrittener Demenz leidet und die Regierung ihn für keine Bedrohung mehr hielt.
Nachdem sich durch einen kürzlichen Schlaganfall sowohl seine körperliche als auch mentale Verfassung zusehends verschlechtert, beginnt Fonse zu halluzinieren, wird paranoid und scheint eine Gefahr für sich selbst und für sein Umfeld zu werden.

## Besetzung und Synchronisation
Die deutsche Synchronisation entstand unter der Dialogregie von Christoph Cierpka und nach einem Dialogbuch von Stefan Kaiser durch die Synchronfirma Neue Tonfilm München.
| Rolle                                   | Schauspieler                         | Synchronsprecher      |
| --------------------------------------- | ------------------------------------ | --------------------- |
| Alphonse „Al“, „Fonse“ Capone           | Tom Hardy                            | Torben Liebrecht      |
| Mary Josephine „Mae“ Capone             | Linda Cardellini                     | Claudia Gáldy         |
| Johnny                                  | Matt Dillon                          | Charles Rettinghaus   |
| Alphonse Albert Francis „Junior“ Capone | Noel Fisher                          | Sebastian Fitzner     |
| Ralph Capone                            | Al Sapienza                          | Pierre Peters-Arnolds |
| Doktor Karlock                          | Kyle MacLachlan                      | Tom Vogt              |
| Gino                                    | Gino Cafarelli                       | Torsten Münchow       |
| Agent Crawford                          | Jack Lowden                          | Konrad Bösherz        |
| Rodrigo                                 | Edgar Arreola                        |                       |
| Nanna (Teresa Capone)                   | Rose Bianco                          |                       |
| Rosie Capone                            | Kathrine Narducci                    | Karen Schulz-Vobach   |
| Tony Tony (jung)                        | Mason Guccione Christopher Bianculli | Fabian Stromberger    |
| Lawrence P. Mattingly                   | Neal Brennan                         |                       |
| Louis Armstrong                         | Troy Anderson                        | Milton Welsh          |

## Produktion
Im Oktober 2016 wurde bekannt gegeben, dass Tom Hardy für die Rolle des „Al“ Capone in dem Film Fonzo (lat. Kurzform für „Alfonso“) verpflichtet wurde, bei dem Josh Trank als Drehbuchautor und Regisseur fungieren werde. Aufgrund von Hardys Verpflichtung bei einem anderen Projekt, verschob sich die Produktion des Films, die regulär für das Jahr 2017 angesetzt war.
Im März des Jahres 2018 wurde bekannt, dass die Schauspieler Matt Dillon, Linda Cardellini, Kyle MacLachlan, Kathrine Narducci, Jack Lowden, Noel Fisher und Tilda Del Toro für den Film verpflichtet wurden. Bereits wenige Wochen später, am 2. April, begannen in New Orleans die Dreharbeiten zum Film. Die Postproduktion begann im Spätsommer 2018.
Trank gab am 9. April 2019 bekannt, dass der Film Ende des Jahres 2019 veröffentlicht werden soll. Jedoch blieb die Veröffentlichung aus und wurde ohne konkretes Datum für das Jahr 2020 angesetzt.
Am 15. April 2020 wurde neben der Veröffentlichung eines ersten Trailers sowohl der neue Titel namens Capone, als auch die Veröffentlichung des Films durch das Unternehmen Vertical Entertainment per Video-on-Demand, datiert auf den 12. Mai 2020 bekannt.
Im Mai 2020 wurde die DVD und Blu-ray Disc-Veröffentlichung mit deutscher Tonspur durch das Medienunternehmen LEONINE für den 28. August 2020 angekündigt, wobei der Veröffentlichungstermin Anfang August ohne Angabe von Gründen auf den 30. Oktober, später auf den 18. Dezember, anschließend auf unbestimmte Zeit und zuletzt auf den 26. März 2021 verschoben wurde.

## Trivia
Einige Charaktere des Films sind fiktiv und basieren auf künstlerischer Freiheit. So hatte Alphonse Capone weder einen Doktor Karlock der ihn betreute, noch gab es einen unehelichen Sohn namens Tony. Ebenso hatte Capone keine Schwester namens Rosie und es finden sich keine Quellen zu einer heimlichen Geliebten namens Mona Lisa.